# Neacomys vargasllosai
Neacomys vargasllosai és una espècie de mamífer rosegador de la família dels cricètids. Viu a Bolívia i el Perú. Té el dors de color marró fosc, els flancs de color taronja groguenc i el ventre blanc pàl·lid. L'espècie fou anomenada en honor de l'autor peruà Mario Vargas Llosa. Com que fou descoberta fa poc, l'estat de conservació d'aquesta espècie encara no ha estat avaluat formalment.